# 128054 Eranyavneh
128054 Eranyavneh este un asteroid din centura principală de asteroizi.

## Descriere
128054 Eranyavneh este un asteroid din centura principală de asteroizi. A fost descoperit pe 28 iunie 2003 à le programme Wise de David L. Polishook. Asteroidul prezintă o orbită caracterizată de o semiaxă mare de 3,10 ua, o excentricitate de 0,08 și o înclinație de 1,7° în raport cu ecliptica.